# Vairocana
Cette page contient des caractères spéciaux ou non latins. S’ils s’affichent mal (▯, ?, etc.), consultez la page d’aide Unicode.
Pour le nom honorifique donné au traducteur tibétain, voir Vairotsana.
 (décembre 2024).

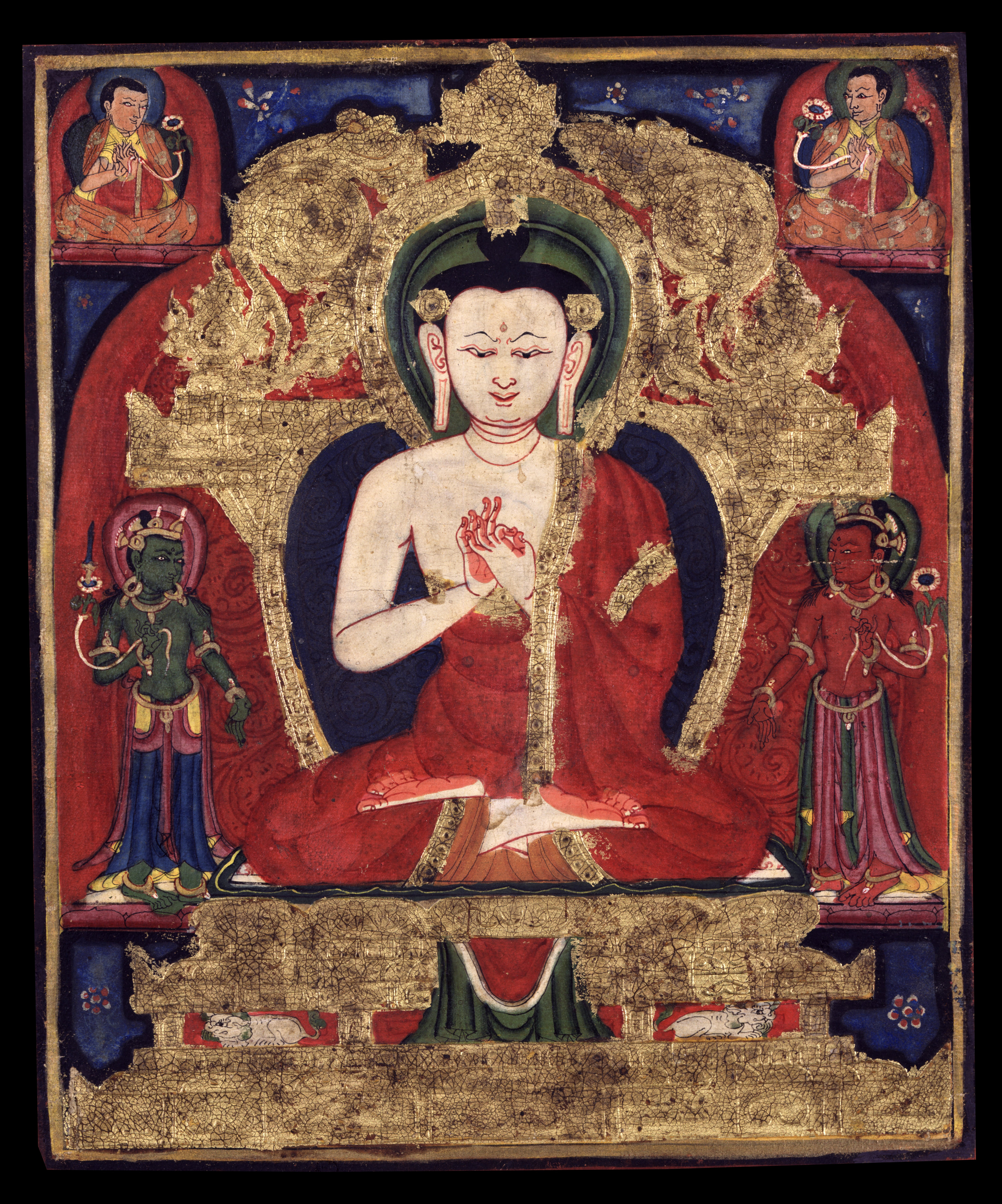
Bouddha Vairocana

Vairocana ou Mahāvairocana (du sanskrit : « Grand soleil », « Grande lumière » ou le « Resplendissant », chinois : Dàrì Rúlái ou Rúláifó 大日如來 ou 如來佛, japonais : Dainichi Nyorai (大日如來) ou Birushana-butsu (毘盧遮那仏), tibétain : རྣམ་པར་སྣང་མཛད་, Wylie : rnam par snang mdzad (EWTS), est le bouddha central des écoles tantriques (bouddhisme vajrayāna) (bouddhisme tibétain ou Shingon), ainsi que des écoles du bouddhisme mahâyâna chinoises et japonaises Tiantai/Tendai et Huayan/Kegon. Il est un des bouddhas majeurs en Asie de l'Est.
Hormis Dari Rulai et Rulaifo, traductions du nom sanscrit, les écoles chinoises utilisent les transcriptions Pílúzhénà 毗盧遮那 ou Lúshènà 盧舍那, issues de deux traductions différentes de l'Avataṃsaka sūtra. L'école Tiantai emploie les deux, Piluzhena désignant le dharmakaya, la nature véritable du bouddha, et Lushena le sambhogakaya, forme du bouddha tel qu'il apparaît dans les méditations.
Le Mahāvairocana sūtra, « Sutra de la divine transformation par le pouvoir mystique du Grand Vairocana », (sanskrit : Mahāvairocanābhīsambodhi sambaddhatantrapūjāvidhi sūtra, chinois : Dà Pílúzhénà chéngfó shénbiàn jiāchí jīng (大毗盧遮那成佛神變加持經)), est l'un des principaux textes des écoles tantriques, aux côtés du Sūtra du pic du vajra ou « Sommet du diamant » dans d'autres traductions, (sanskrit : Vajraśekharasūtra, chinois : Jīngāngdǐng Jīng (金剛頂經)) et du Susiddhikara sūtra (chinois : Sūxīdìjīng (蘇悉地經)),.

## Origine

### Éléments prébouddhiques
La connotation de « lumière » ou « soleil » du nom Vairocana permet d'envisager une origine proto-iranienne. On a d'ailleurs aussi proposé une influence persane pour Amitabha, un autre bouddha dont le nom évoque la lumière. Certains aspects d'Amaterasu, divinité principale du Shintoïsme, ont pu lui être attribués dans le bouddhisme populaire japonais.

### Trikāya

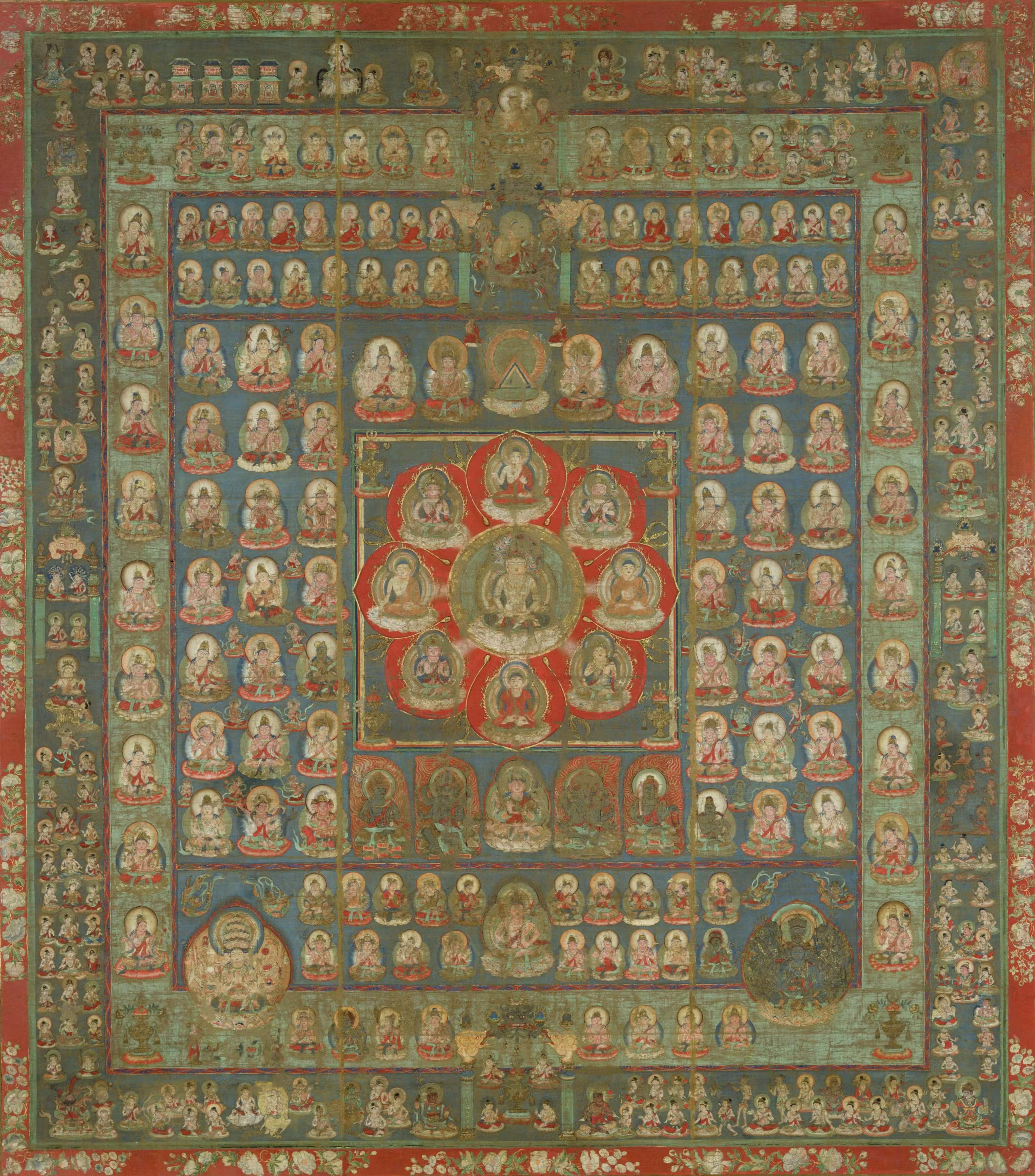
Taizōkai.

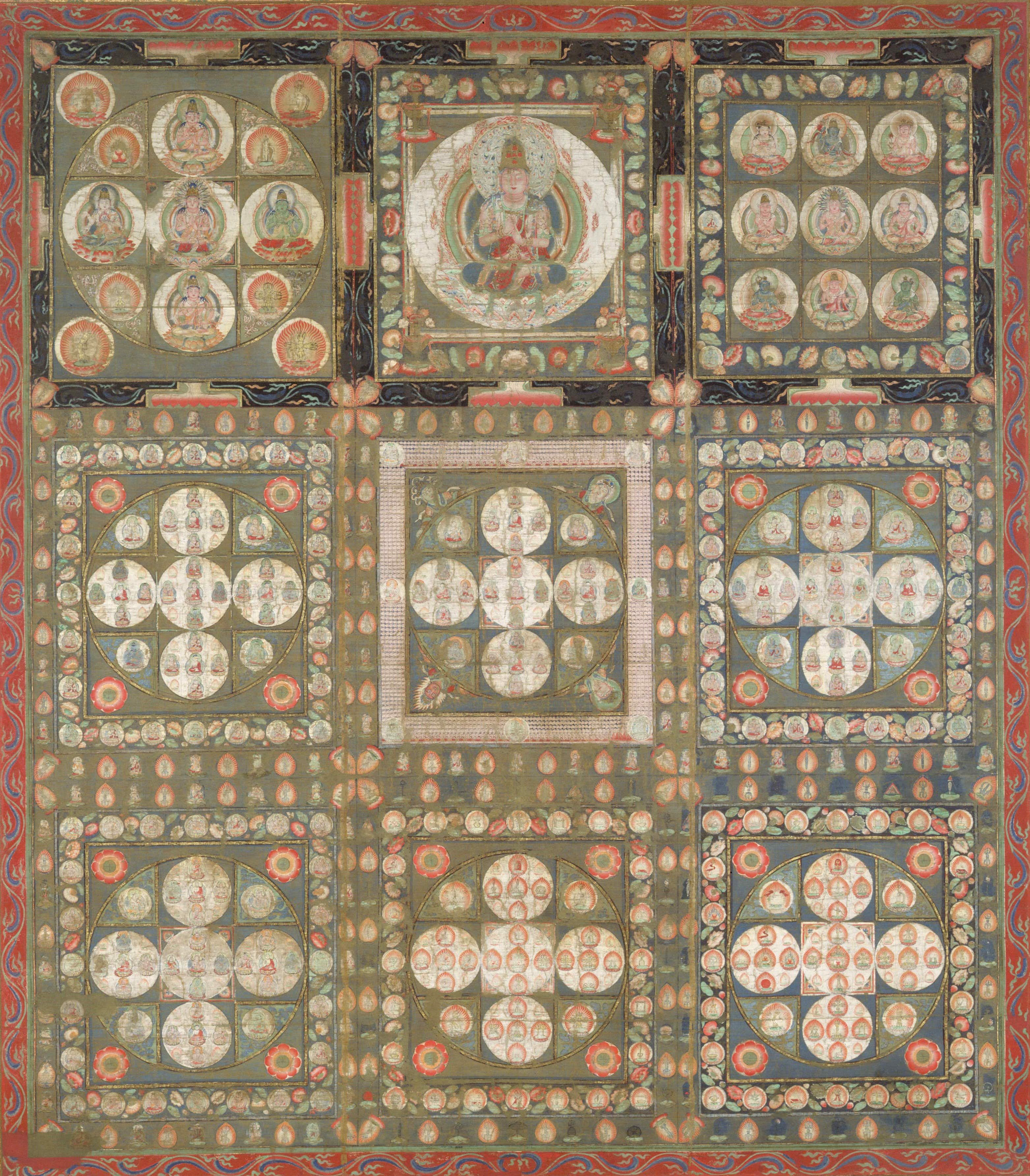
Kongōkai.

Le rôle de Vairocana s'explique par la théorie des trois corps du bouddha (trikāya en sanskrit ; chinois : Sānshēn 三身), développée par les premières écoles mahayānā. Selon cette théorie, on identifie trois aspects ou corps du bouddha : 
- Le « corps de transformation » (Nirmāṇakāya), corps historique du bouddha
- Le « corps de réjouissance » (Sambhogakāya), le bouddha en tant que déité, tel qu'il apparaît par exemple dans les méditations
- Le « corps de la Loi » (Dharmakāya), le bouddha en tant que réalité suprême, vérité ou vacuité.

Vairocana est souvent présenté comme la forme suprême (dharmakāya) dans les soutras mahāyāna, particulièrement l'Avataṃsaka sūtra et le Sūtra du Lotus. Dans les écoles tantriques, issues du courant mahāyāna, il garde cette place centrale, mais se voit parfois lui-même présenté comme émanation d'une autre entité, authentique bouddha primordial, Vajradhara ou Samantabhadra dans l'école Nyingmapa, par exemple. Dans l'école japonaise Shingon, Mahāvairocana est instructeur des enseignements ésotériques, le Bouddha Gautama ou les sambhoghakāyas prenant en charge les enseignements exotériques.

## Représentations

### Mandalas

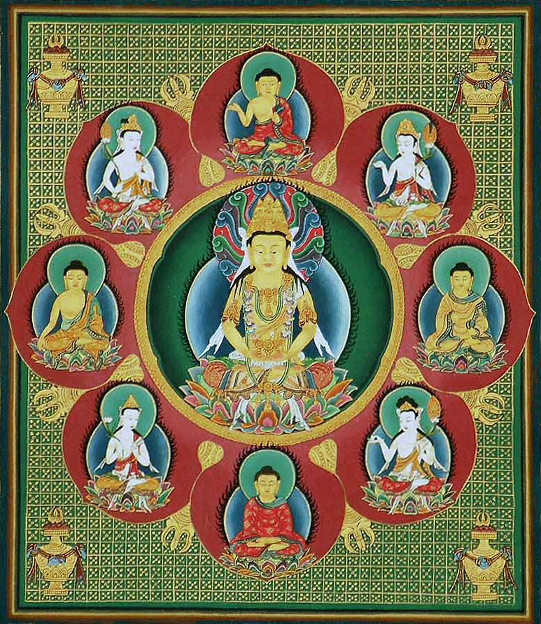
Centre d'un mandala-matrice : Vairocana entouré de quatre bouddhas-émanations (jaunes) et de quatre bodhisattvas (blancs) ; depuis le haut (Est). Dns le sens des aiguilles d'une montre : Ratnaketu, Samantabhadra, Samkusumitaraja, Manjusri, Amitabha, Avalokiteśvara, Divyadundhubhimeghanirghosa, Maitreya.

Sur les mandalas tantriques, il est situé au centre, entouré aux quatre points cardinaux de ses émanations. Il s'agit le plus souvent d'Akṣobhya, Amitābha, Ratnasambhava et Amoghasiddhi, mais leur identité peut varier. Ensemble ils constituent le groupe des cinq bouddhas de méditation. L'entourage peut être plus important car, outre les quatre bouddhas, peuvent également être représentés des bodhisattvas, des parèdres et dakinis etc.
Dans l'école Shingon il est traditionnellement représenté sur deux mandalas : d'une part, le Garbha Dhātu, ou Taizōkai, associé au Soutra de Mahāvairocana et apposé au mur Est des temples, il est entouré de 414 déités répartis en 12 quartiers et représente la matière, la matrice, le soleil levant, le lotus, la compassion, le féminin. Et d'autre part, le Vajra Dhātu ou Kongōkai, associé au Soutra du sommet du vajra, apposé au mur Ouest, il est accompagné de 1461 déités réparties en neuf groupes représentant les degrés successifs de progrès spirituel. Sur ces deux mandalas Vairocana représente le monde de l'esprit, le vajra, le soleil couchant, l'enseignement du dharma, le masculin.
Par extension, il symbolise la vie de l'univers, les cinq grands éléments symbolisés par le stupa et le Taizōkai (terre, eau, feu, air et espace) et le sixième, l'esprit qui les perçoit, représenté dans le Kongōkai.
Au Japon, il a deux formes irritées, Fudō Myōō (Acala) et Aizen Myōō (Rāgarāja), correspondant respectivement aux deux mandalas de la matrice et du vajra. Il est souvent blanc, couleur de la lumière et somme des couleurs des bouddhas qui émanent de lui.

### Autres représentations

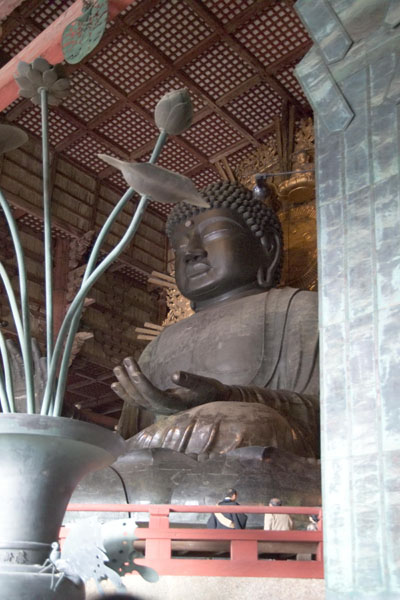
Le grand Vairocana de Nara.

Il peut être représenté en image ou en statue, seul ou entouré des bodhisattvas Samantabhadra (à sa droite) et Mañjuśrī (à sa gauche), les « Trois saints de Huayan ». Il est souvent assis sur un lion ou un couple de lions, Samantabhadra sur un éléphant et Mañjuśrī sur un lion. Il fait en général le mudrā de mise en mouvement de la roue du dharma (dharmacakra mudrā), celui du bouddha Gautama lors de son premier sermon, et son emblème est la roue solaire.
La plus grande statue de Vairocana est celle du temple Tōdai-ji à Nara, Japon. D'autre part, le plus grand des Bouddhas de Bâmiyân (Afghanistan), détruits en 2001 par les talibans, représentait Vairocana ou Dīpaṃkara.
Sous le nom de Rulaifo, il apparaît dans le célèbre roman chinois La Pérégrination vers l'Ouest (fin du XVIe siècle), dans l'épisode — bien connu en Chine— où le Roi des singes apprend que, quelle que soit la distance qu'il parcourt, il ne sort jamais des limites de la paume de Vairocana.